# Liburne

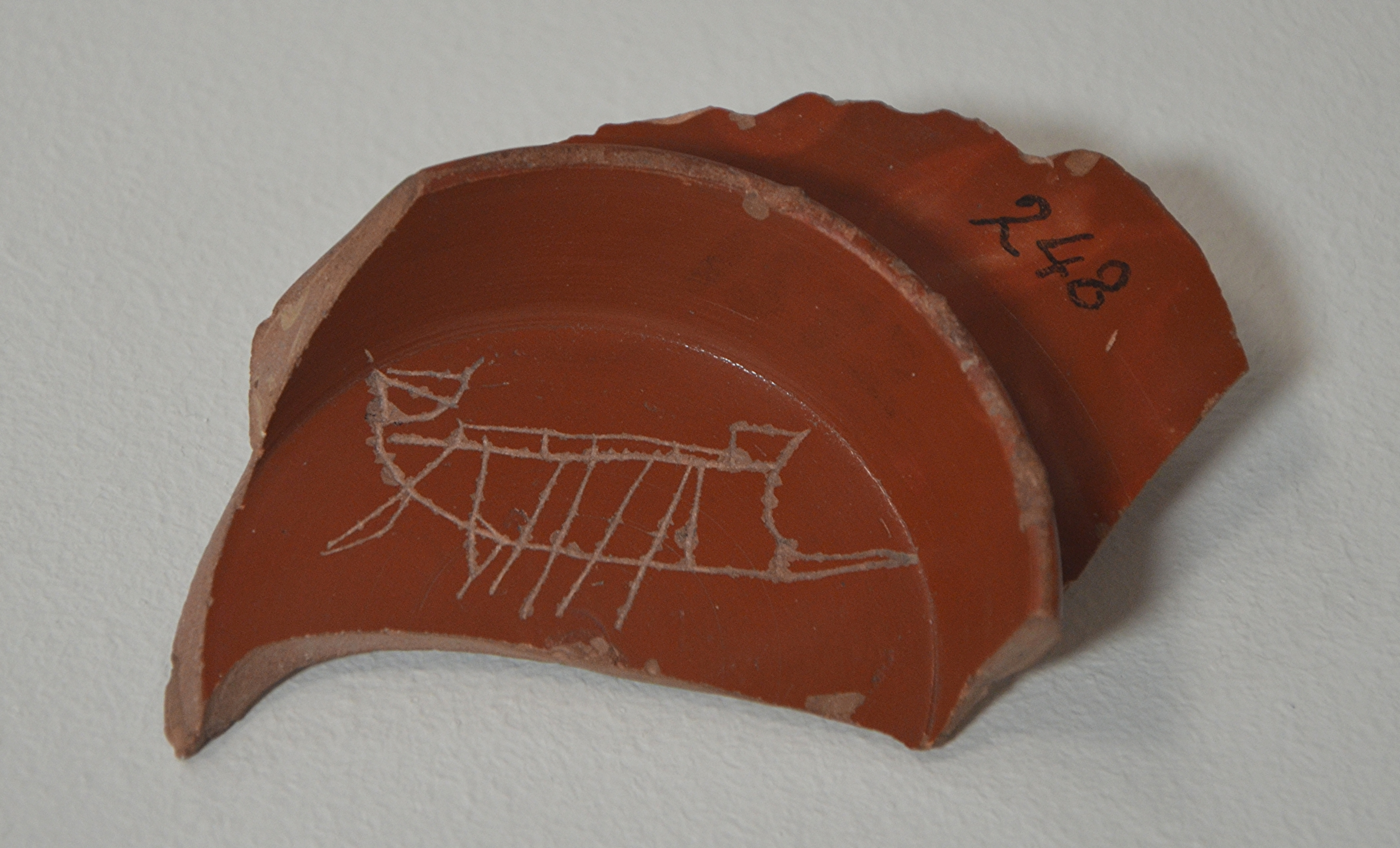
TS-Bodenscherbe mit Sgraffito einer Liburne. Um 25 bis 50 n. Chr., FO: Fectio, AO: Centraal Museum Utrecht

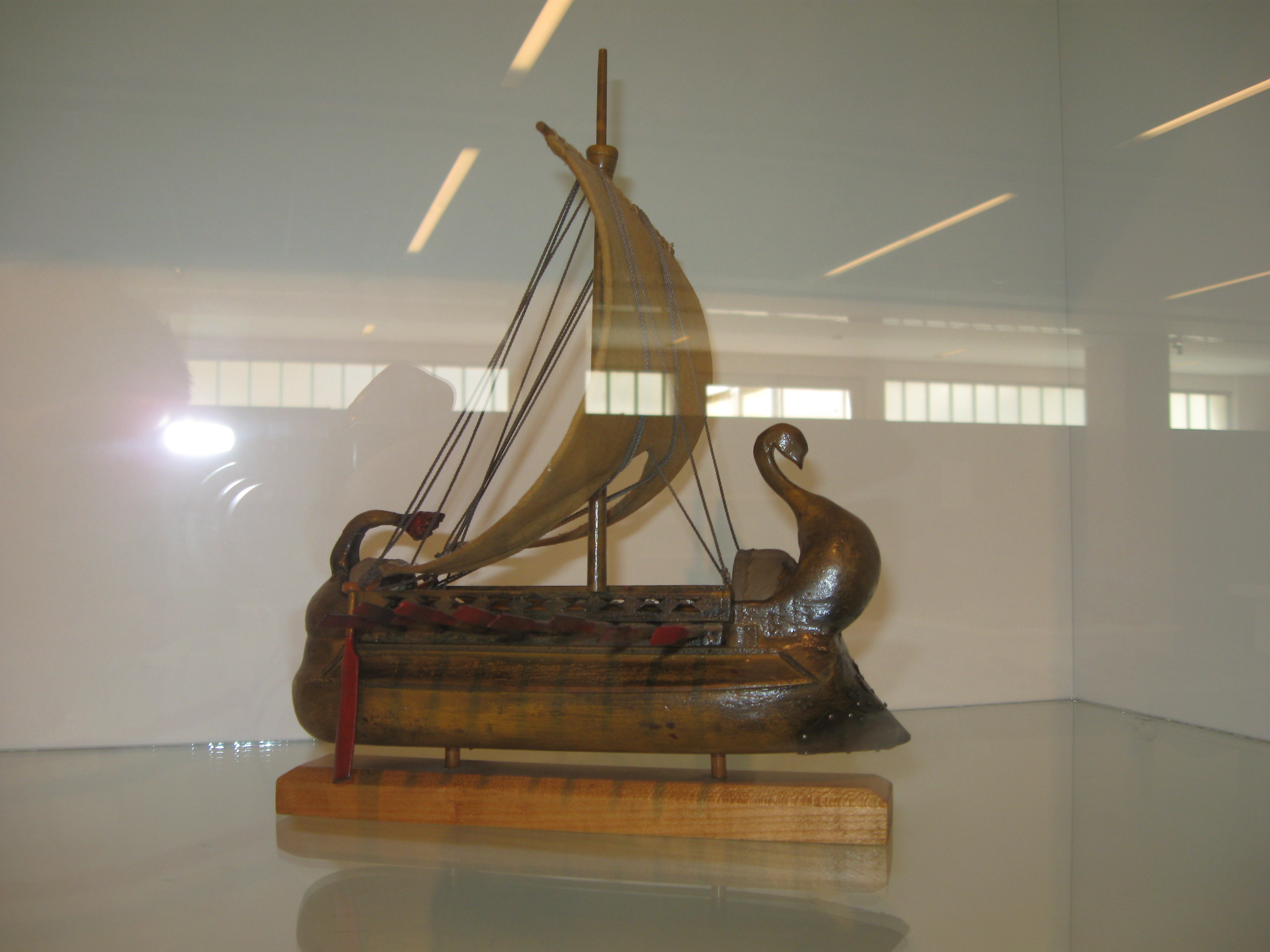
Modell mit der Rekonstruktion einer liburna im Archäologischen Museum von Zadar (Kroatien).

Eine Liburne (lateinisch: liburna, griechisch λιβυρνίς) war in der römischen Flotte ursprünglich ein leichtes, zweirangiges (mit zwei Ruderreihen versehenes) und bewegliches Kriegsschiff (Bireme).
Die Römer übernahmen den Schiffstyp von den illyrischen Liburnern. In der Schlacht bei Actium bestand die von Marcus Vipsanius Agrippa kommandierte Flotte Oktavians (des späteren Augustus) überwiegend aus Liburnen.
In der Kaiserzeit wurden Liburnen zum hauptsächlichen Schiffstyp der römischen Flotte (liburna konnte fortan auch „Kriegsschiff“ generell bedeuten). Sie waren vielseitig verwendbar, so zur Überwachung der Schifffahrtswege, Bekämpfung von Piraten, Begleitschutz für die Handelsflotte, aber auch etwa zum Transport des Landheeres.
Ob Liburnen konstruktive Besonderheiten aufwiesen, die sie von anderen Ruderschiffen unterschieden, ist in der Forschung umstritten. Es gab sie offenbar in verschiedenen Größen (und eventuell auch nur mit einer Ruderreihe), die kleineren zum Einsatz bei römischen Flussflotten, etwa auf Rhein (Classis Germanica) und Donau (Classis Pannonica).
Der Nachfolgertyp war die Pamphile in der byzantinischen Flotte des 9. Jahrhunderts.

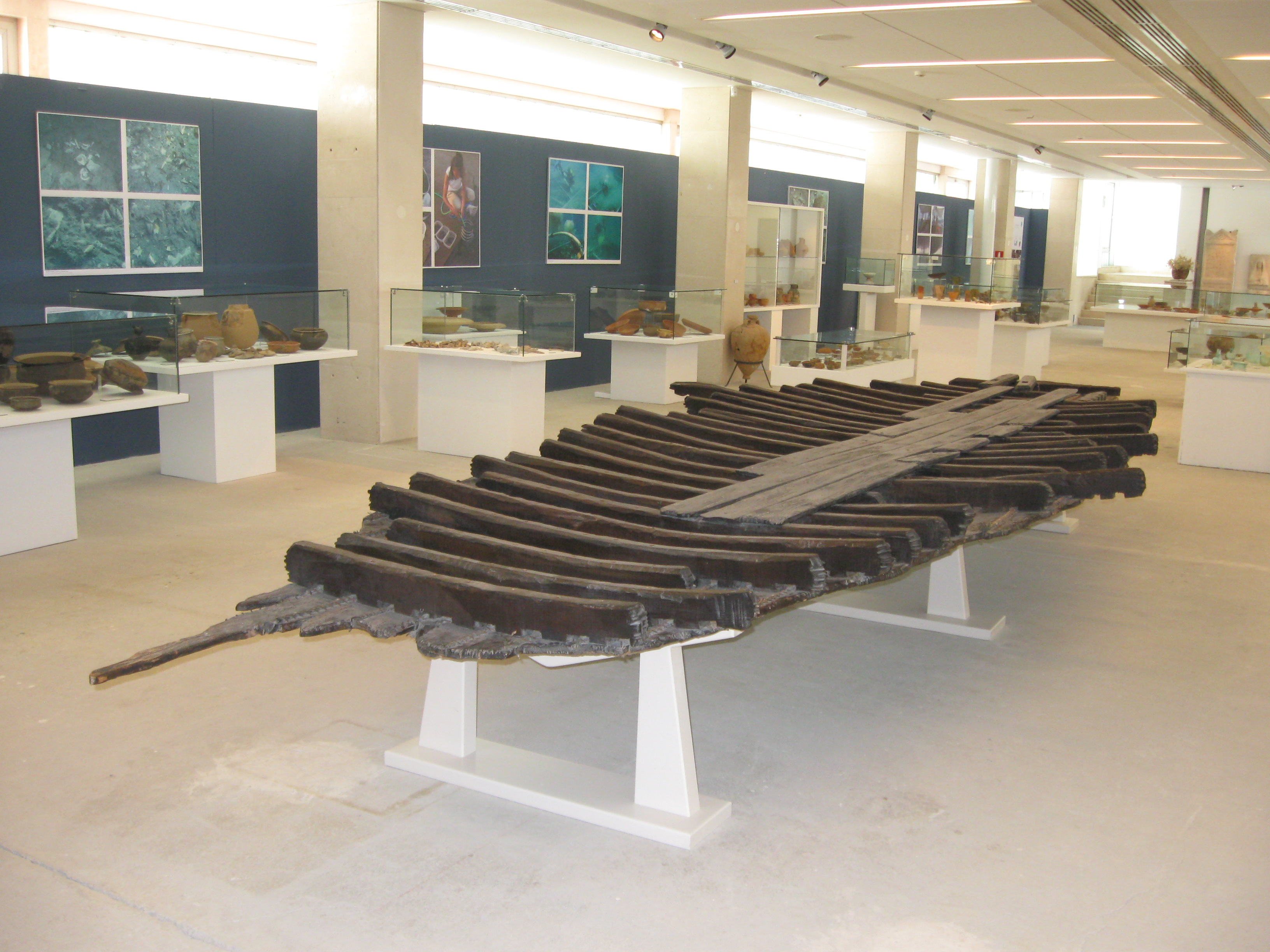
Überreste des unteren Teils des Rumpfes einer Liburne, aufbewahrt im Archäologischen Museum von Zadar (AMZ) (Kroatien). Die liburna war ein Schiff, das aus Liburnia, (Provinz Dalmatia) stammte und im Kampf gegen die Piraterie eingesetzt worden war.